# Groot platmos
Groot platmos (Plagiothecium nemorale) is een bladmos uit het geslacht platmos (Plagiothecium). Ze komt voor op schors, steen en beton.

## Determinatie
Het mos heeft dun vertakte scheuten die in één vlak zijn gerangschikt. De planten vormen lossen goudgroene matten. De bladeren zijn 2–3,2 mm lang, eivormig tot smal eivormig, en zijn meestal min of meer symmetrisch. De bladnerf is zwak en dubbel, hoewel hij tot halverwege het blad kan reiken.

## Ecologie
Groot platmos is in mindere mate een boomvoetbewoner in vergelijking tot de andere platmossen, al groeit de soort ook wel in knotwilgen. Greppelkanten en andere voedselrijke en vochtige standplaatsen in allerlei bossen vormen de favoriete plek, maar ook op boswallen en andere steilkanten wordt de soort wel aangetroffen.

### Syntaxonomie

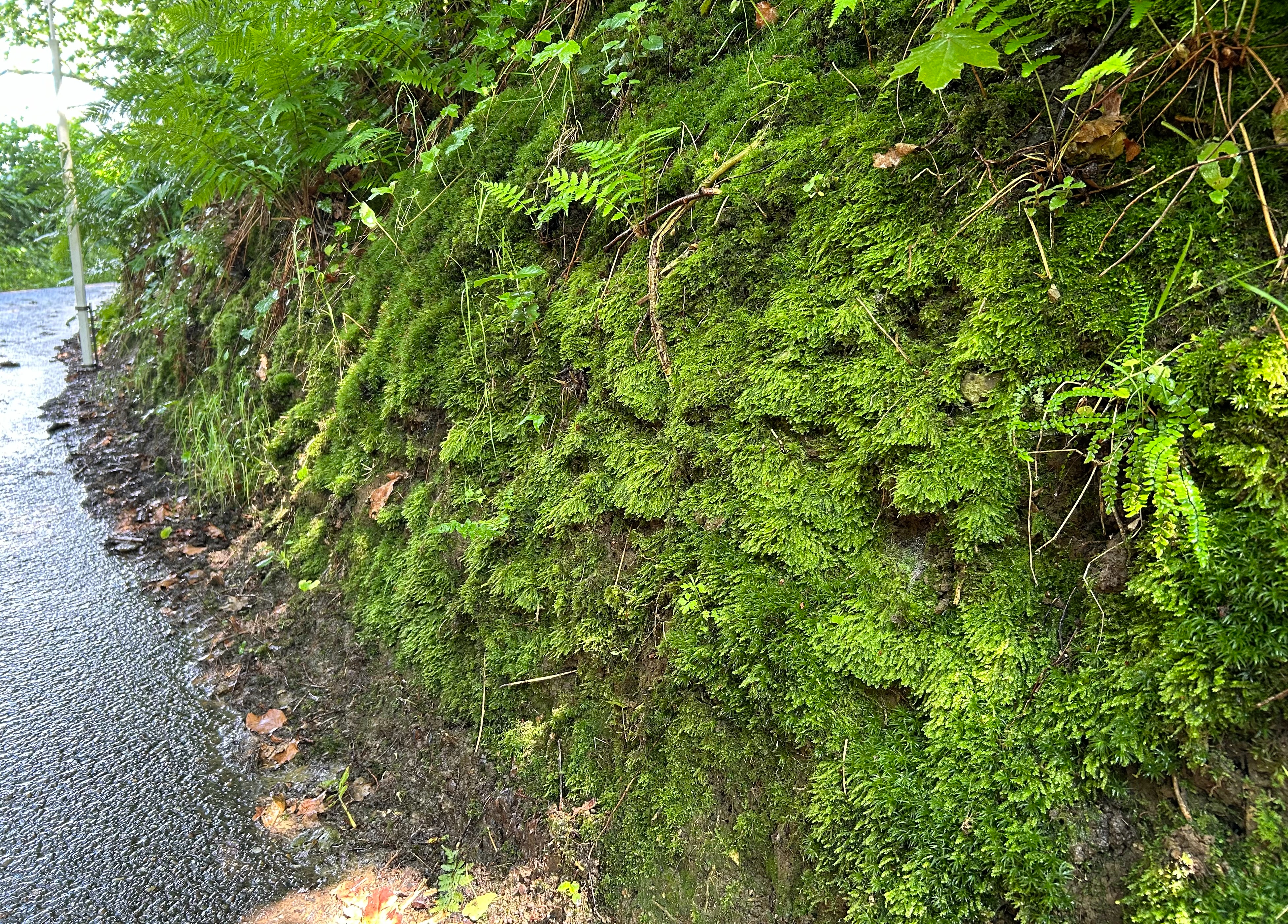
Groot platmos in een steilkantvegetatie van de associatie van groot platmos.

Groot platmos staat te boek als kensoort voor de associatie van groot platmos (Plagiothecietum nemoralis).

## Verspreiding
In Nederland komt het groot platmos vrij algemeen voor. Het staat niet op de rode lijst en is niet bedreigd. Groot platmos kan zowel op het Pleistoceen als ook in de duinen gevonden worden alsmede in veengebieden.

## Fotogalerij

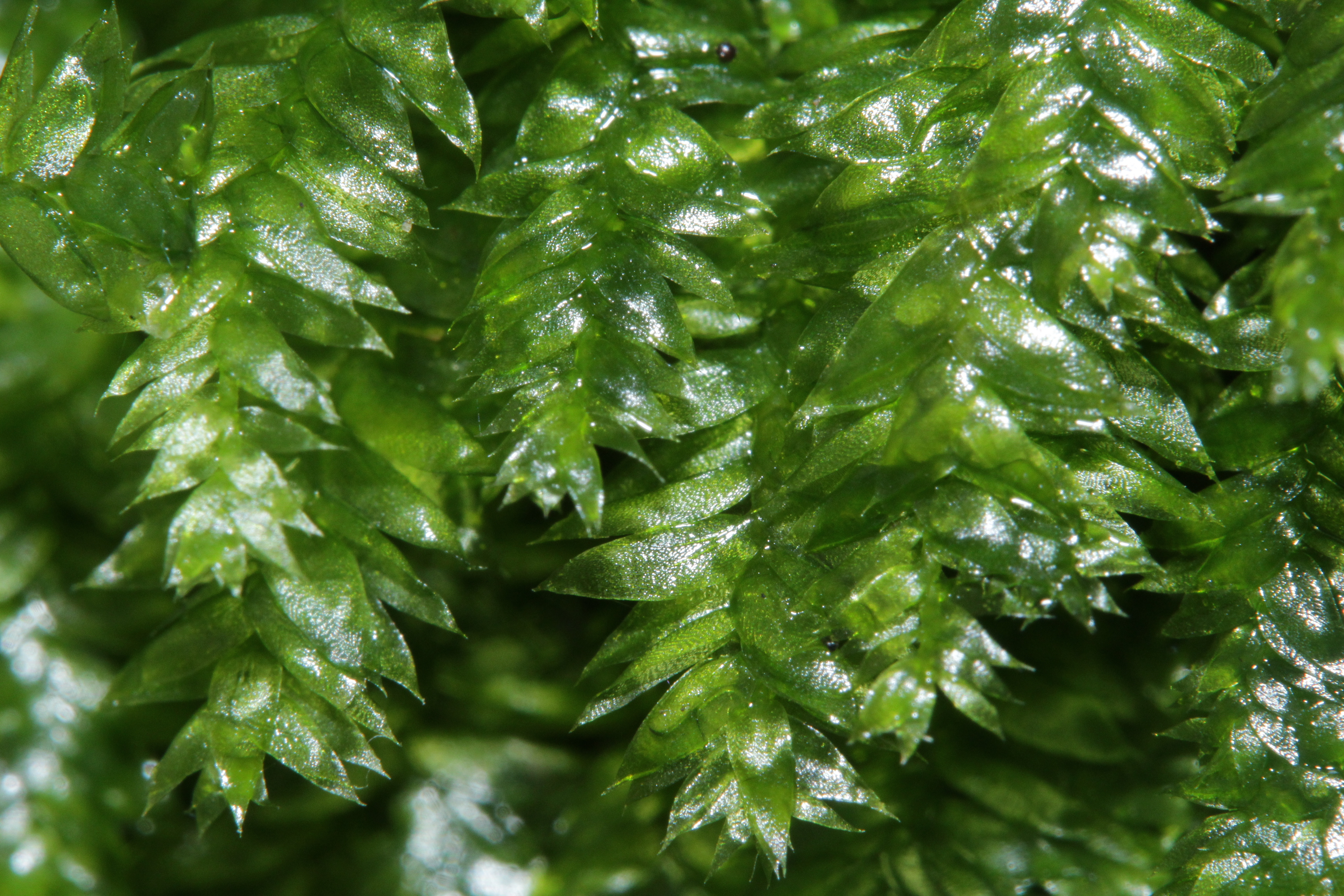
Bladeren
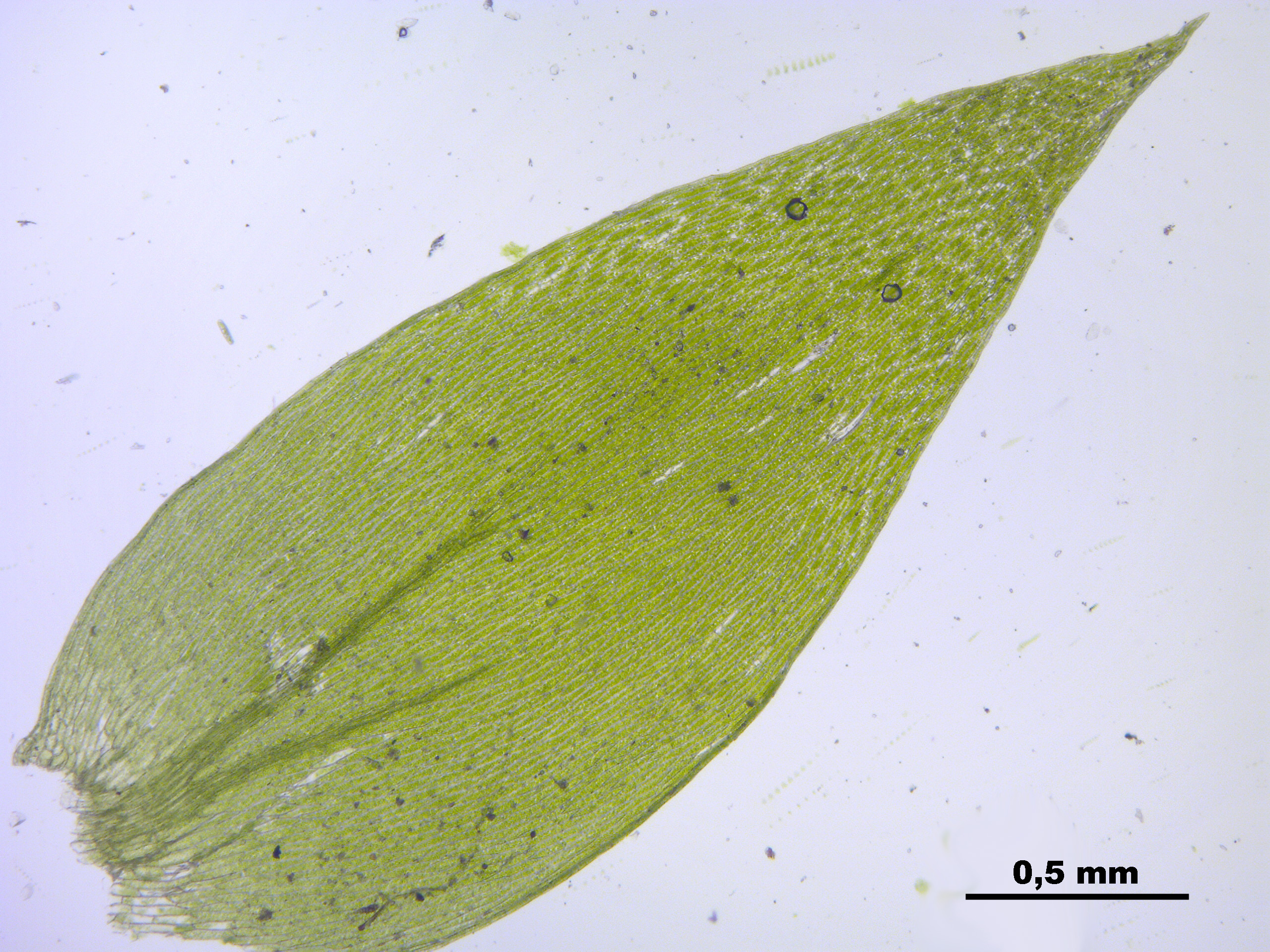
Blad
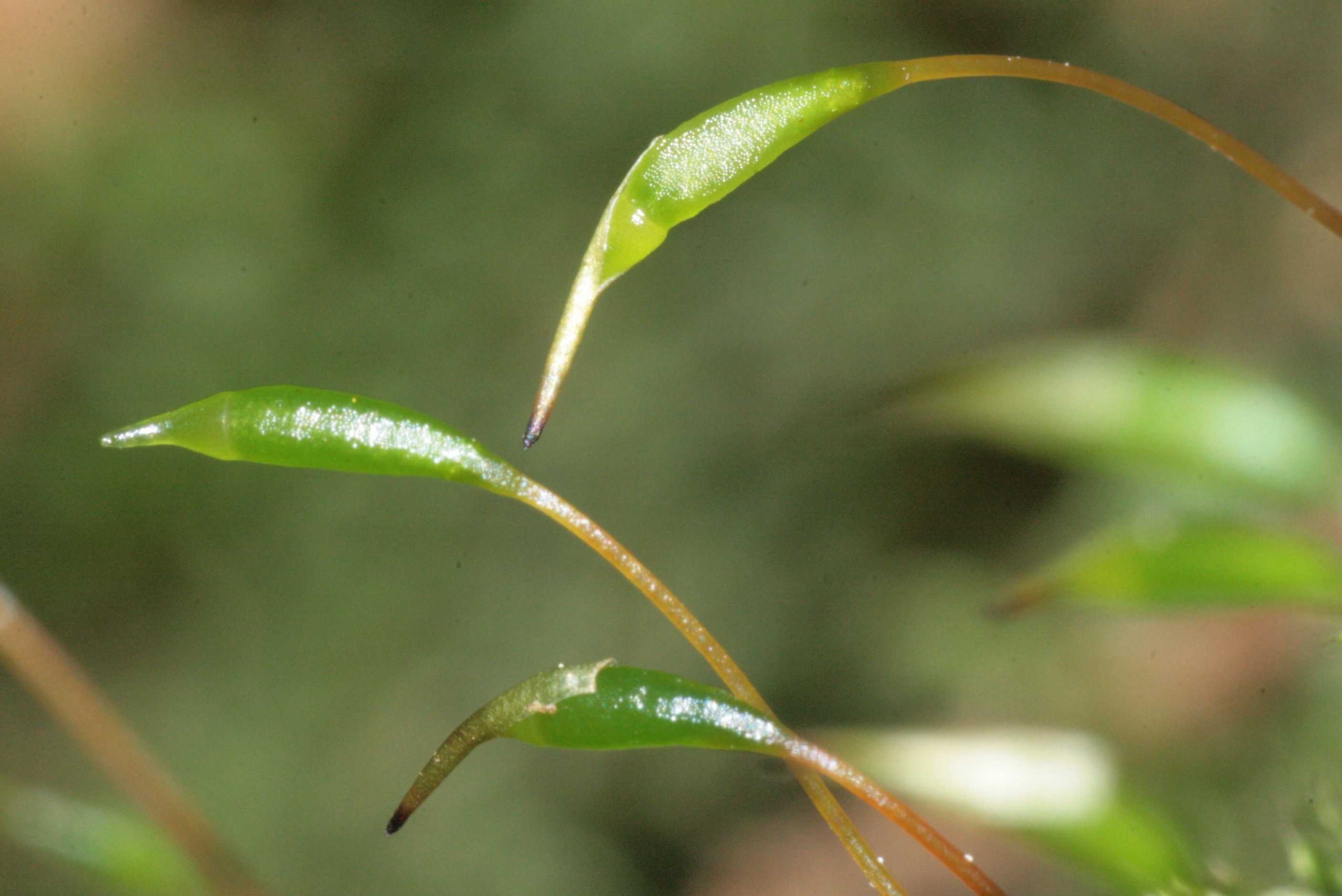
Sporenkapsel
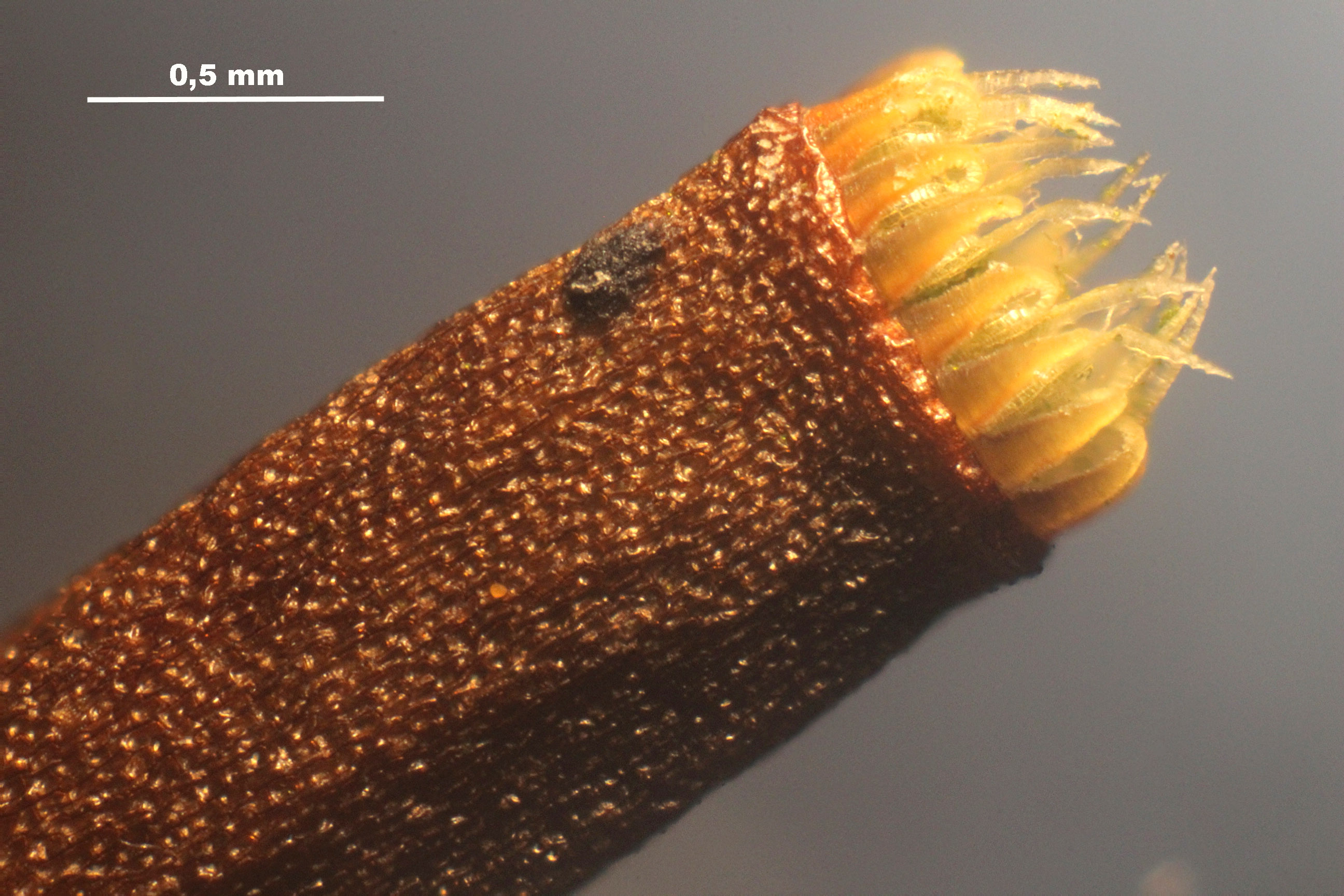
Peristoom
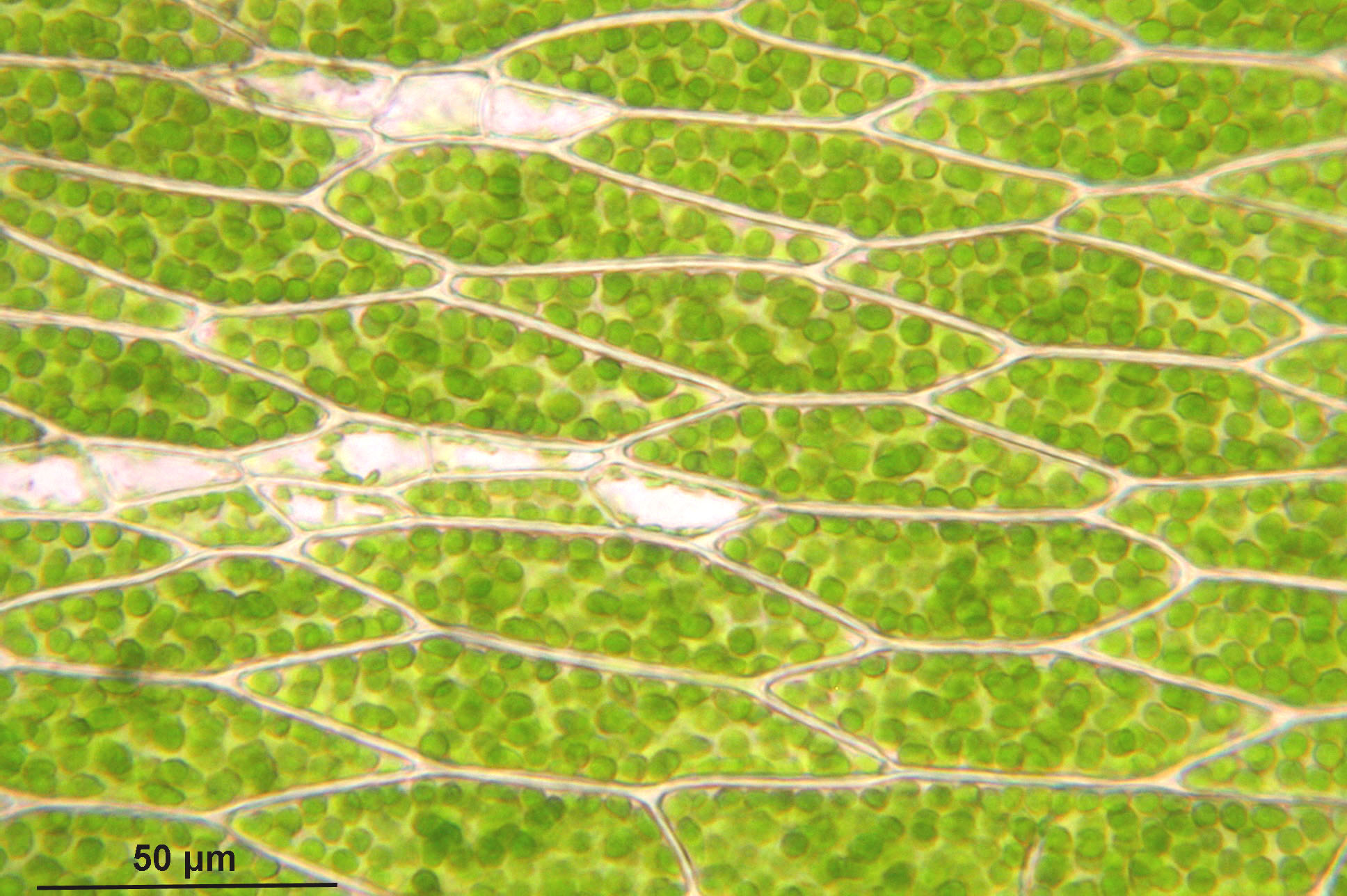
Bladcellen
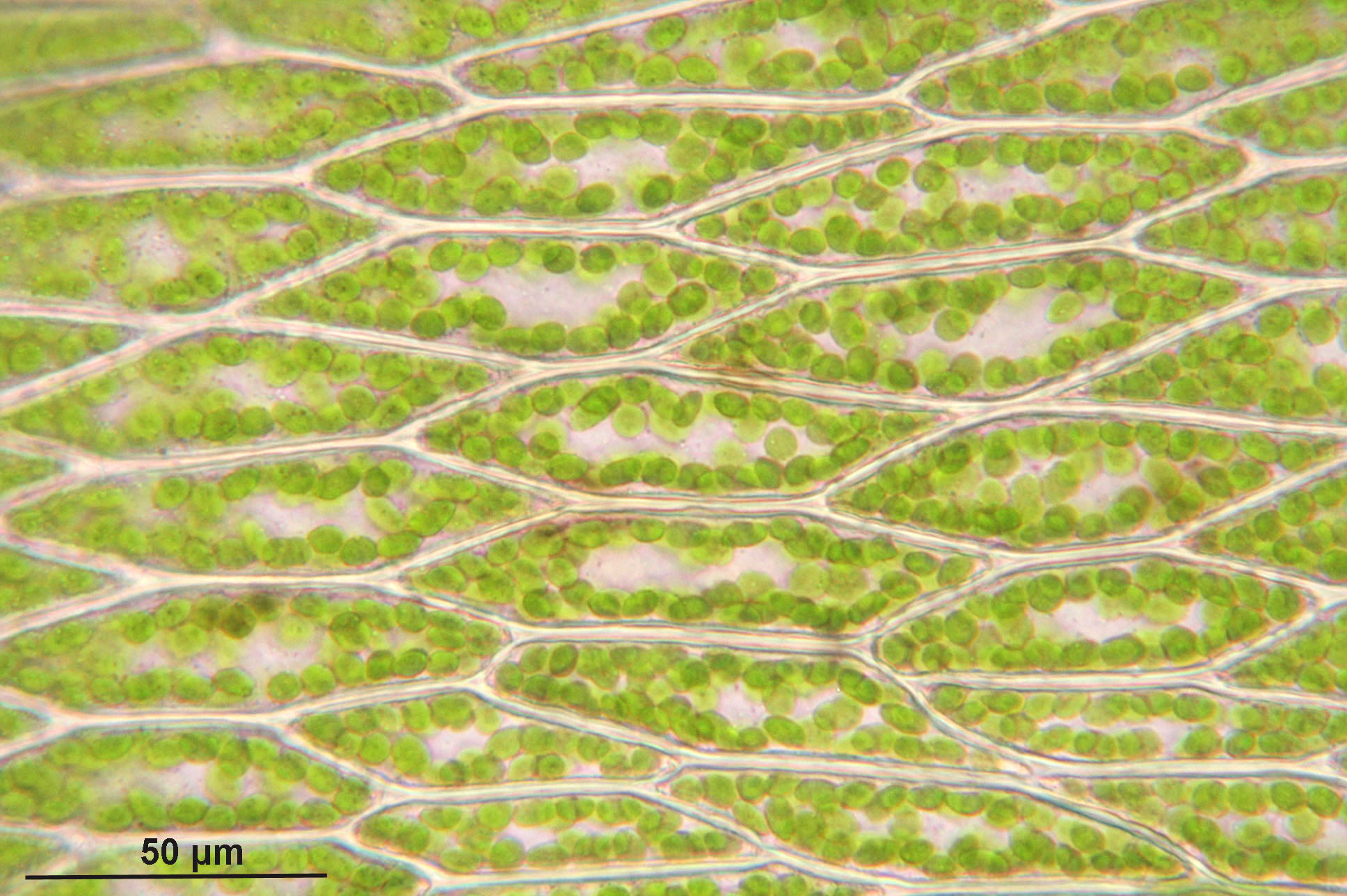
Bladcellen
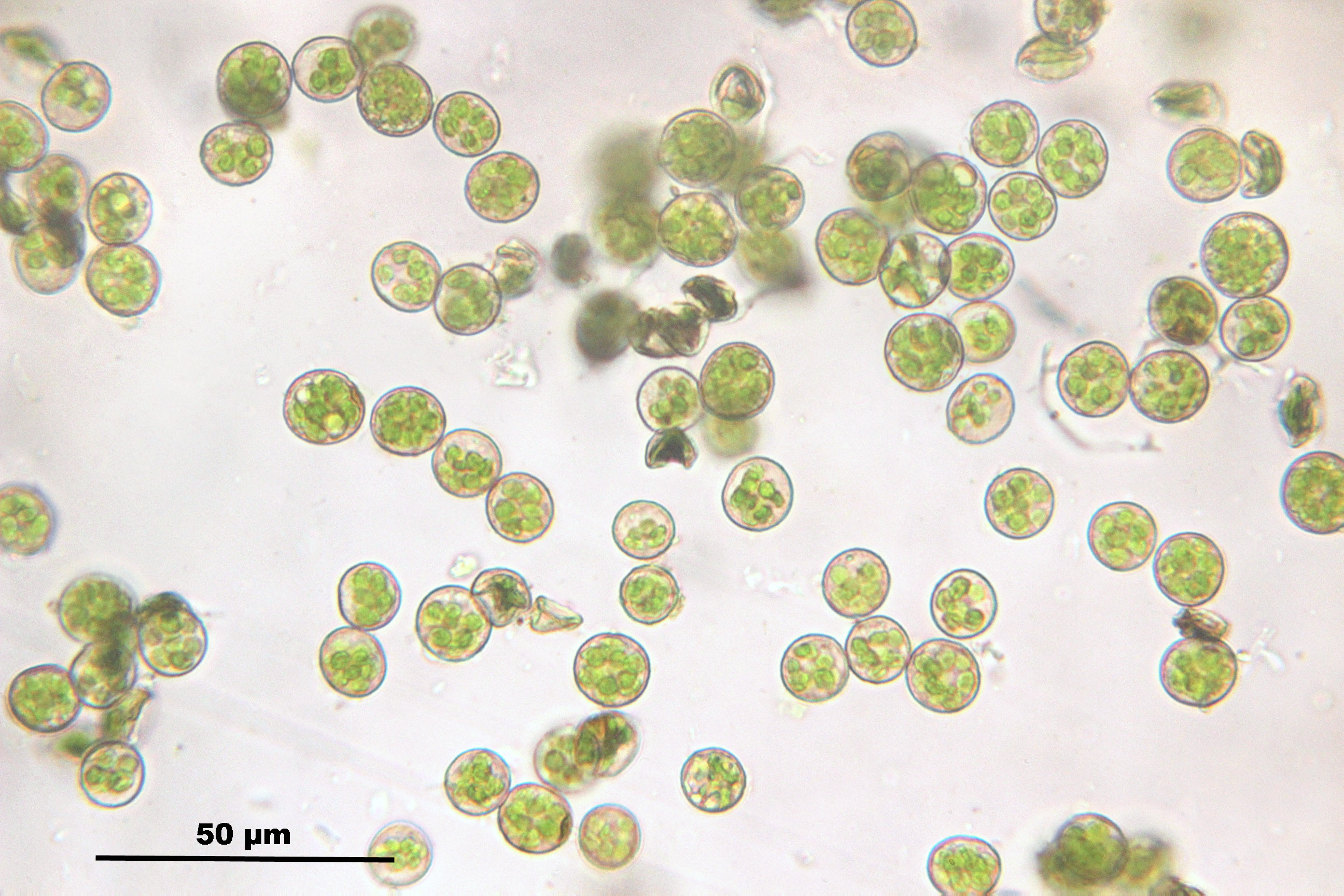
Sporen